# Maria Elisabet Hörnberg
Maria Elisabet Hörnberg, född 1750 i Göteborg, död 1796, var en svensk författare, huvudsakligen känd för en självbiografi präglad av herrnhutism. 

## Biografi
Hörnberg föddes 1750, som dotter till en herrnhutisk familj i Göteborg. Ett år gammal utvandrade hon med familjen till Herrnhut i Tyskland. Hon växte därefter upp i Niesky. Hon blev hushållerska i Kleinwelka, i en herrnhutisk familj, och skrev 1785 en självbiografi om sina upplevelser. Självbiografin är präglad av herrnhutism i språk och innehåll.